# Бортновский, Владислав
Влади́слав Бортновский (польск. Władysław Bortnowsky; 12 ноября 1891, Радом, Варшавское генерал-губернаторство, Российская империя — 21 ноября 1966, Дойлстаун, Пенсильвания, США) — польский генерал, участник Второй мировой войны. Командующий армией «Поморье».

## Биография
Родился 12 ноября 1891 года. После окончания гимназии в Житомире он поступил в Московский государственный университет (МГУ) на факультет медицины, но через год перевелся в Ягеллонский университет в Кракове. С 1908 года был членом Союза активной борьбы, а с 1912 года — в Стрелкового союза. В 1913 году окончил унтер-офицерское, а затем офицерское стрелковое училище.

## Первая мировая война
После начала Первой мировой войны он прекратил учебу и с августа 1914 года служил в Польских легионах. Командовал взводом в 1-м пехотном полку, затем ротой в 5-м пехотном полку, после стал адъютантом в 7-м пехотном полку в составе первой бригады. Он был ранен в битве при Ловчевке 25 декабря 1914 года. После присяги в 1917 году он был интернирован в лагерь в Вениаминове, где находился с июля 1917 года по апрель 1918 года. До октября 1918 года занимал должность командующего Краковским округом польской военной организации.

## Советско-польская война 1919—1921 гг
31 октября 1918 года вступил в возрожденную польскую армию. Он был командиром роты, а после батальона. В ноябре 1918 году участвовал в освобождении от украинцев Перемышля и Львова. С мая по декабрь 1919 года был слушателем первого курса Военного училища Генерального штаба. Во время советско-польской войны он занимал следующие должности (с 10 октября 1919 года): оперативный офицер 1-й пехотной дивизии легионов, начальник 3-го Отделения генерала Эдварда Рыдз-Смиглы, начальник 3-го отделения 3-й армии, а с октября 1920 года начальник штаба 3-й армии.

## В межвоенный период
1 ноября 1920 года поступил в Высшую военную школу в Париже. По возвращении в Польшу, в сентябре 1922 года, он занял должность и офицера штаба инспектора 1-й армии в Вильно. С октября 1925 года командовал 37-м пехотным полком в Кутно. В феврале 1928 года был назначен командиром 26-й пехотной дивизии в Скерневице, а в июне 1930 года — 14-й пехотной дивизии в Познани. В октябре 1930 года он стал офицером в армейской инспекции в Торуни. 1 ноября 1931 года стал командиром 3-й пехотной дивизии в Замостье.
10 декабря 1931 года президент Польши Игнаций Мосцицкий повысил его до бригадного генерала. Осенью 1938 года на 3 месяца стал командиром отдельной оперативной группы "Силезия". На этом посту он руководил польскими войсками в Битве при Чадце в ходе присоединения Тешинской Силезии к Польше.
5 декабря 1938 года получил диплом почетного гражданина города Щецина.

## Вторая мировая война. Вторжение в Польшу
К началу Второй мировой войны командовал армией «Поморье». 1 сентября 1939 года его армия приняла бой с солдатами Вермахта в Тухольских борах. Вторжение вермахта застало польские силы врасплох: польские солдаты толком не успели занять позиции, и немецкое продвижение вглубь Польши ещё более усугубило царившую неразбериху. Вскоре к 3 сентября основная часть польских войск была окружена, только часть из них во главе с генералом Бортновским смогла отступить к Быдгощу. 9 сентября командование армией было передано Тадеушу Кутшебе, после чего она приняла участие в битве на Бзуре и потерпели сокрушительное поражение.
21 сентября попал в плен.

## Освобождение из плена и миграция
29 апреля 1945 года был освобожден американскими войсками. Мигрировал сначала в Великобританию, а в 1954 году — в США. Умер в Дойлстауне 21 ноября 1966 года.

## Память
В 1986 году на Варшавском Монетном Дворе была отчеканена медаль в память генерала Владислава Бортновского, командующего армией Поможе во время оборонительной войны 1939 года.